# Tapirus webbi
Tapirus webbi is een uitgestorven tapir die tijdens het Mioceen in Noord-Amerika leefde.

## Fossiele vondsten
Fossielen van Tapirus webbi zijn gevonden in de Amerikaanse staat Florida en de vondsten dateren uit het Laat-Mioceen (9,5 tot 7,5 miljoen jaar geleden), vallend binnen de North American Land Mammal Ages Laat-Clarendonian en Vroeg-Hemphillian. De vondsten zijn gedaan in de Love Bone Bed en McGehee Farm in Alachua County en  Mixson's Bone Bed in Levy County. De soort is vernoemd naar curator Dr. David Webb van het Florida Museum of Natural History.

## Kenmerken
Tapirus webbi was grote tapirsoort met een geschat gewicht van 294 tot 400 kilogram, vergelijkbaar met de hedendaagse Maleise tapir. Het was een bewoner van savannes en had lange poten.